# Polnischer Fußballpokal 2017/18
Der Puchar Polski 2017/18 war die 64. Ausspielung des polnischen Pokalwettbewerbs. Er begann am 14. Juli 2017 mit den Vorrundenspielen und endete am 2. Mai 2018 mit dem Finale im PGE Narodowy in Warschau, das Titelverteidiger Arka Gdynia gegen Legia Warschau verlor.
Da der Pokalsieger Legia Warschau als polnischer Meister bereits für die 1. Qualifikationsrunde der Champions League qualifiziert war, rückte der Viertplatzierte der Ekstraklasa 2017/18, Lech Posen, für die Teilnahme an der Europa League 2018/19 nach.

## Teilnehmende Mannschaften
Für die Hauptrunde waren 68 Mannschaften qualifiziert:
| Teilnahme ab 2. Runde | Teilnahme ab 1. Runde | Teilnahme ab Vorrunde                                                            | Teilnahme ab Vorrunde | Teilnahme ab Vorrunde |
| Ekstraklasa 2016/17 16 Vereine | 1. Liga 2016/17 12 Vereine (Platz 1 – 12) | 1. Liga 2016/17 6 Vereine (Platz 13 – 18)                                        | 2. Liga 2016/17 18 Vereine | 16 regionale Pokalsieger der Woiwodschaften der Saison 2016/17 |
| Legia Warschau Jagiellonia Białystok Lech Posen Lechia Gdańsk Korona Kielce Wisła Krakau Pogoń Stettin Bruk-Bet Termalica Nieciecza Zagłębie Lubin Piast Gliwice Śląsk Wrocław Wisła Płock Arka Gdynia (TV) KS Cracovia Górnik Łęczna Ruch Chorzów | Sandecja Nowy Sącz Górnik Zabrze Zagłębie Sosnowiec Miedź Legnica Chojniczanka Chojnice Olimpia Grudziądz GKS Katowice Podbeskidzie Bielsko-Biała Wigry Suwałki Stal Mielec Pogoń Siedlce Chrobry Głogów | Stomil Olsztyn GKS Tychy Bytovia Bytów Wisła Puławy Znicz Pruszków MKS Kluczbork | Raków Częstochowa Odra Opole Puszcza Niepołomice Radomiak Radom Olimpia Elbląg Siarka Tarnobrzeg Błękitni Stargard Legionovia Legionowo GKS Bełchatów Stal Stalowa Wola Warta Poznań KS ROW 1964 Rybnik Rozwój Katowice Gryf Wejherowo Polonia Warschau MKP Kotwica Kołobrzeg Olimpia Zambrów Polonia Bytom 1 | Sokół Ostróda (WN) Polonia Środa Wielkopolska (WP) KSZO Ostrowiec Świętokrzyski (SK) Stal Rzeszów (PK) Podhale Nowy Targ (MA) Wda Świecie (KP) Stilon Gorzów Wielkopolski (LB) Chełmianka Chełm (LU) Warta Sieradz (LD) Świt Nowy Dwór Mazowiecki (MZ) Zagłębie II Lubin (DS) Ruch Zdzieszowice (OP) ŁKS Łomża (PD) Gryf Słupsk (PM) Rekord Bielsko-Biała (SL) MKP Szczecinek (ZP) |

## Auslosung und Spieltermine

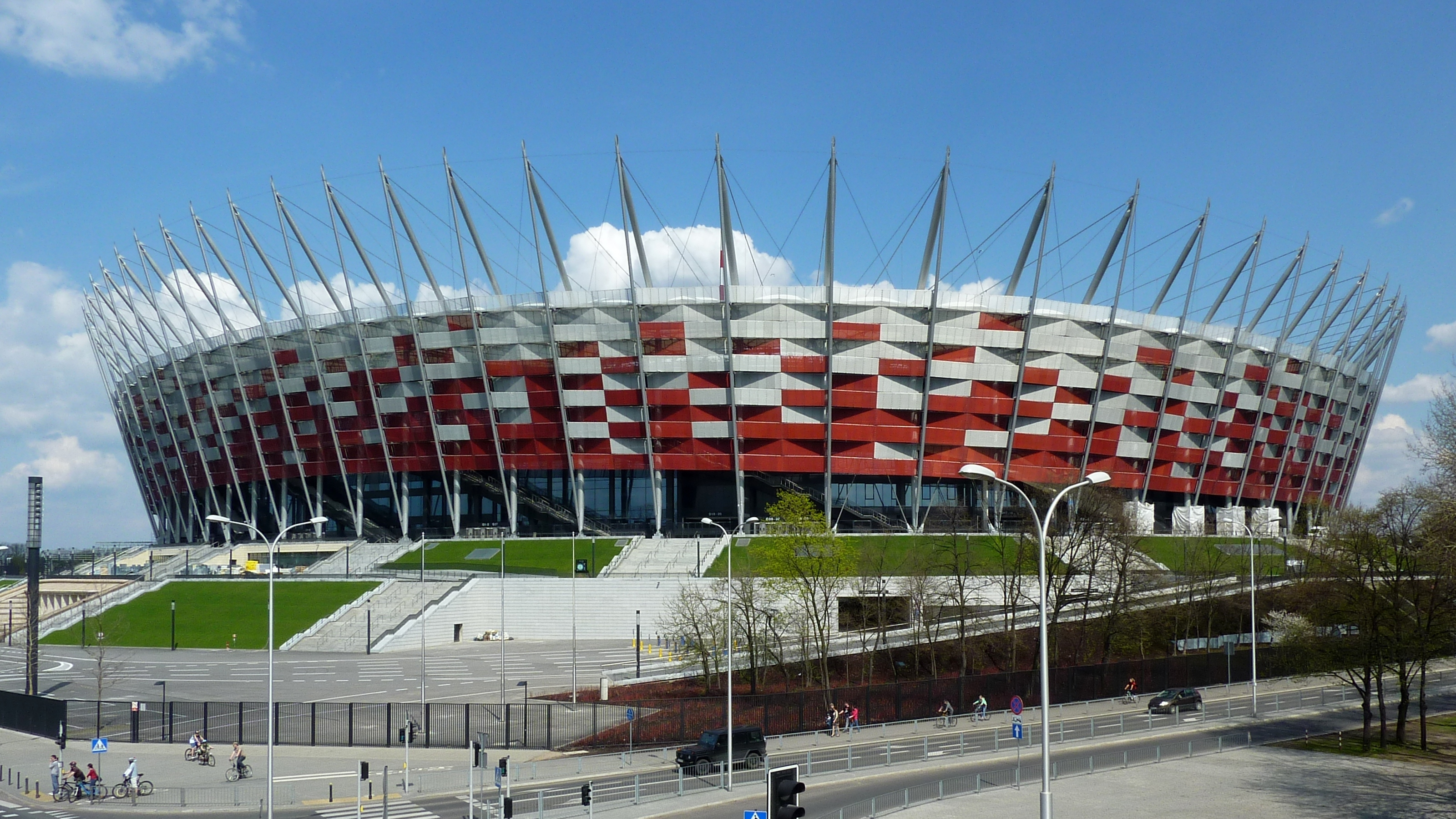
Das Stadion PGE Narodowy in Warschau, Austragungsort des Finales am 2. Mai 2018

| Runde         | Auslosung     | 1. Spiel                              | 2. Spiel                              |
| ------------- | ------------- | ------------------------------------- | ------------------------------------- |
| Vorrunde      | 22.06.2017    | 14.–18.07.2017                        | —                                     |
| 1. Runde      | 22.06.2017    | 22.–26.07.2017                        | —                                     |
| 2. Runde      | 22. Juli 2017 | 8.–10.08.2017                         | —                                     |
| Achtelfinale  | 22. Juli 2017 | 20.09.2017                            | —                                     |
| Viertelfinale | 22. Juli 2017 | 25.10.2017                            | 29.11.2017                            |
| Halbfinale    |               | 28.03.2018                            | 18.04.2018                            |
| Finale        | –             | 2. Mai 2018 im PGE Narodowy, Warschau | 2. Mai 2018 im PGE Narodowy, Warschau |

## Vorrunde
Die Spiele der Vorrunde fanden vom 14. bis 18. Juli 2017 mit den 16 regionalen Pokalsiegern aus den Woiwodschaften, den 18 Vereinen der 2. Liga sowie den Mannschaften der Plätze 13 bis 18 der 1. Liga statt.
|                              | Ergebnis            |                     |
| ---------------------------- | ------------------- | ------------------- |
| Polonia Bytom                | 0:3 1               | Stal Stalowa Wola   |
| 14. Juli 2017                |                     |                     |
| Polonia Środa Wielkopolska   | 1:2                 | KS ROW 1964 Rybnik  |
| 15. Juli 2017                |                     |                     |
| Świt Nowy Dwór Mazowiecki    | 5:0                 | Odra Opole          |
| Wda Świecie                  | 1:3                 | Radomiak Radom      |
| Warta Sieradz                | 0:0 n. V. 4:2 i. E. | Stomil Olsztyn      |
| Stal Rzeszów                 | 3:3 n. V. 7:6 i. E. | Olimpia Zambrów     |
| Gryf Słupsk                  | 2:4                 | MKS Kluczbork       |
| Ruch Zdzieszowice            | 3:3 n. V. 3:1 i. E. | Olimpia Elbląg      |
| Podhale Nowy Targ            | 0:1                 | Siarka Tarnobrzeg   |
| MKP Szczecinek               | 0:7                 | Błękitni Stargard   |
| ŁKS 1926 Łomża               | 2:4                 | Bytovia Bytów       |
| Chełmianka Chełm             | 1:0                 | Rozwój Katowice     |
| Kotwica Kołobrzeg            | 0:2                 | GKS Tychy           |
| Legionovia Legionowo         | 3:1                 | Znicz Pruszków      |
| 16. Juli 2017                |                     |                     |
| Rekord Bielsko-Biała         | 2:6                 | GKS Bełchatów       |
| Stilon Gorzów Wielkopolski   | 1:3                 | Puszcza Niepołomice |
| Zagłębie II Lubin            | 0:1                 | Gryf Wejherowo      |
| 18. Juli 2017                |                     |                     |
| KSZO Ostrowiec Świętokrzyski | 1:1 n. V. 3:2 i. E. | Warta Poznań        |
| Sokół Ostróda                | 2:0                 | Polonia Warschau    |

## 1. Runde
Die Spiele der 1. Runde fanden am 22., 23., und 26. Juli 2017 statt. Es nahmen die Gewinner der Vorrundenspiele teil. Hinzu kamen die Mannschaften der Plätze 1 bis 12 der 1. Liga.
|                              | Ergebnis            |                            |
| 22. Juli 2017                | 22. Juli 2017       | 22. Juli 2017              |
| ---------------------------- | ------------------- | -------------------------- |
| GKS Bełchatów                | 2:1                 | Wigry Suwałki              |
| MKS Kluczbork                | 0:3                 | Chrobry Głogów             |
| Siarka Tarnobrzeg            | 1:0                 | GKS Katowice               |
| Świt Nowy Dwór Mazowiecki    | 2:2 n. V. 5:4 i. E. | Olimpia Grudziądz          |
| Wisła Puławy                 | 2:2 n. V. 4:3 i. E. | Pogoń Siedlce              |
| KSZO Ostrowiec Świętokrzyski | 0:1                 | Stal Mielec                |
| Stal Rzeszów                 | 1:3                 | Miedź Legnica              |
| Radomiak Radom               | 1:1 n. V. 2:4 i. E. | Podbeskidzie Bielsko-Biała |
| Legionovia Legionowo         | 1:4                 | Chojniczanka Chojnice      |
| Chełmianka Chełm             | 0:3                 | Zagłębie Sosnowiec         |
| Puszcza Niepołomice          | 0:1                 | GKS Tychy                  |
| Ruch Zdzieszowice            | 2:1                 | Gryf Wejherowo             |
| Błękitni Stargard            | 1:2                 | Bytovia Bytów              |
| 23. Juli 2017                |                     |                            |
| Sokół Ostróda                | 2:1 n. V.           | Stal Stalowa Wola          |
| 26. Juli 2017                |                     |                            |
| KS ROW 1964 Rybnik           | 0:2                 | Górnik Zabrze              |
| Warta Sieradz                | 1:5                 | Sandecja Nowy Sącz         |

## 2. Runde
Die Spiele der 2. Runde fanden am 8., 9., und 10. August 2017 statt. Es nahmen die 16 Gewinner der 1. Runde teil. Hinzu kamen die 16 Mannschaften der Ekstraklasa.
|                           | Ergebnis            |                              |
| 8. August 2017            | 8. August 2017      | 8. August 2017               |
| ------------------------- | ------------------- | ---------------------------- |
| Siarka Tarnobrzeg         | 1:4 n. V.           | Bruk-Bet Termalica Nieciecza |
| Wisła Puławy              | 1:4                 | Legia Warschau               |
| Ruch Zdzieszowice         | 2:1                 | Górnik Łęczna                |
| Świt Nowy Dwór Mazowiecki | 1:3                 | Podbeskidzie Bielsko-Biała   |
| Stal Mielec               | 0:2                 | Piast Gliwice                |
| Ruch Chorzów              | 1:3                 | Chrobry Głogów               |
| Wisła Krakau              | 2:1                 | Wisła Płock                  |
| 9. August 2017            |                     |                              |
| Sokół Ostróda             | 1:3                 | Górnik Zabrze                |
| Miedź Legnica             | 1:2                 | Sandecja Nowy Sącz           |
| GKS Bełchatów             | 0:3                 | Chojniczanka Chojnice        |
| Pogoń Stettin             | 3:0                 | Lech Posen                   |
| Bytovia Bytów             | 1:0                 | Lechia Gdańsk                |
| GKS Tychy                 | 1:1 n. V. 1:4 i. E. | KS Cracovia                  |
| Zagłębie Lubin            | 3:2 n. V.           | Jagiellonia Białystok        |
| 10. August 2017           |                     |                              |
| Arka Gdynia               | 4:2 n. V.           | Śląsk Wrocław                |
| Zagłębie Sosnowiec        | 1:2 n. V.           | Korona Kielce                |

## Achtelfinale
Die Spiele der Achtelfinale finden am 19., 20., 21., 26. und 27. September 2017 statt. Es nehmen die 16 Gewinner der 2. Runde teil.
|                            | Ergebnis              |                              |
| 19. September 2017         | 19. September 2017    | 19. September 2017           |
| -------------------------- | --------------------- | ---------------------------- |
| Bytovia Bytów              | 0:0 n. V. (5:4 i. E.) | Pogoń Stettin                |
| Podbeskidzie Bielsko-Biała | 1:2 n. V.             | Arka Gdynia                  |
| 20. September 2017         |                       |                              |
| Górnik Zabrze              | 3:2 n. V.             | Sandecja Nowy Sącz           |
| Korona Kielce              | 1:0 n. V.             | Wisła Krakau                 |
| 21. September 2017         |                       |                              |
| Ruch Zdzieszowice          | 0:4                   | Legia Warschau               |
| KS Cracovia                | 0:3                   | Zagłębie Lubin               |
| 26. September 2017         |                       |                              |
| Chrobry Głogów             | 2:1                   | Piast Gliwice                |
| 27. September 2017         |                       |                              |
| Chojniczanka Chojnice      | 2:1                   | Bruk-Bet Termalica Nieciecza |

## Viertelfinale
Die Spiele wurden in Hin- und Rückspielen ausgetragen. Die Hinspiele fanden am 24., 25. und 26. Oktober 2017, die Rückspiele am 29. November 2017 statt.
|                       | Gesamt |                | Hinspiel | Rückspiel |
| --------------------- | ------ | -------------- | -------- | --------- |
| Chojniczanka Chojnice | 1:6    | Górnik Zabrze  | 1:3      | 0:3       |
| Bytovia Bytów         | 3:7    | Legia Warschau | 1:3      | 2:4       |
| Chrobry Głogów        | 1:3    | Arka Gdynia    | 0:2      | 1:1       |
| Zagłębie Lubin        | 0:3    | Korona Kielce  | 0:1      | 0:2       |

## Halbfinale
Die Spiele werden in Hin- und Rückspielen ausgetragen. Die Hinspiele finden am 28. März 2018, die Rückspiele am 18. April 2018 statt.
|               | Gesamt    |                | Hinspiel | Rückspiel |
| ------------- | --------- | -------------- | -------- | --------- |
| Górnik Zabrze | 2:3       | Legia Warschau | 1:1      | 1:2       |
| Korona Kielce | (a)2:2(a) | Arka Gdynia    | 2:1      | 0:1       |

## Finale
| Arka Gdynia                                         | Arka Gdynia | Legia Warschau | Legia Warschau |
| --------------------------------------------------- | --- | --- | -------------- |
| Arka Gdynia                                         | \| 2. Mai 2018 um 16:00 Uhr in Warschau (PGE Narodowy) \| \| Ergebnis: 1:2 (0:2) \| \| Zuschauer: 47.047 \| \| Schiedsrichter: Piotr Lasyk (Bytom) \| | \| 2. Mai 2018 um 16:00 Uhr in Warschau (PGE Narodowy) \| \| Ergebnis: 1:2 (0:2) \| \| Zuschauer: 47.047 \| \| Schiedsrichter: Piotr Lasyk (Bytom) \|                                                                                             | Legia Warschau |
| Arka Gdynia                                         | Pāvels Šteinbors − Damian Zbozień, Michał Marcjanik, Frederik Helstrup, Marcin Warcholak − Dawid Sołdecki, Marcus Vinicius , Michał Nalepa (74. Adam Marciniak), Andrij Bohdanow (46. Grzegorz Piesio), Mateusz Szwoch − Maciej Jankowski (46. Rafał Siemaszko) Cheftrainer: Leszek Ojrzyński | Radosław Cierzniak − Marko Vešović, William Rémy, Michał Pazdan, Adam Hloušek − Cafú, Chris Philipps, Domagoj Antolić - Michał Kucharczyk (88. Eduardo), Jarosław Niezgoda, Miroslav Radović (67. Sebastian Szymański) Cheftrainer: Dean Klafurić | Legia Warschau |
| Arka Gdynia                                         | 1:2 Grzegorz Piesio (90.+9') | 0:1 Jarosław Niezgoda (12.) 0:2 Cafú (29.) | Legia Warschau |
| Arka Gdynia                                         | Michał Nalepa (42.) | | Legia Warschau |
| Arka Gdynia                                         | Grzegorz Piesio (71.) | | Legia Warschau |
| 2. Mai 2018 um 16:00 Uhr in Warschau (PGE Narodowy) | | |                |
| Ergebnis: 1:2 (0:2)                                 | | |                |
| Zuschauer: 47.047                                   | | |                |
| Schiedsrichter: Piotr Lasyk (Bytom)                 | | |                |